# Nuevo Baztán

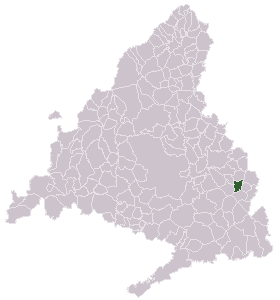
Localização de Nuevo Baztán

Nuevo Baztán é um município da Espanha na província e comunidade autónoma de Madrid, de área 20,2 km² com população de 5828 habitantes (2007) e densidade populacional de 249,75 hab/km².

## Demografia
| Variação demográfica do município entre 1991 e 2004 | Variação demográfica do município entre 1991 e 2004 | Variação demográfica do município entre 1991 e 2004 | Variação demográfica do município entre 1991 e 2004 |
| --------------------------------------------------- | --------------------------------------------------- | --------------------------------------------------- | --------------------------------------------------- |
| 1991                                                | 1996                                                | 2001                                                | 2004                                                |
| 466                                                 | 2108                                                | 4073                                                | 5015                                                |